# Marblehead (Massachusetts)
Marblehead (wörtlich: Marmorkopf) ist eine Küstenstadt im amerikanischen Bundesstaat Massachusetts. Der Ort liegt im Essex County am Atlantik. Das U.S. Census Bureau hat bei der Volkszählung 2020 eine Einwohnerzahl von 20.441 ermittelt.
Marblehead ist der Geburtsort der United States Navy und bekannt für seine Fischerei und seinen Bezug zum Yachtsport. Das Motto der Stadt ist „Where History Comes Alive“.

## Geografie

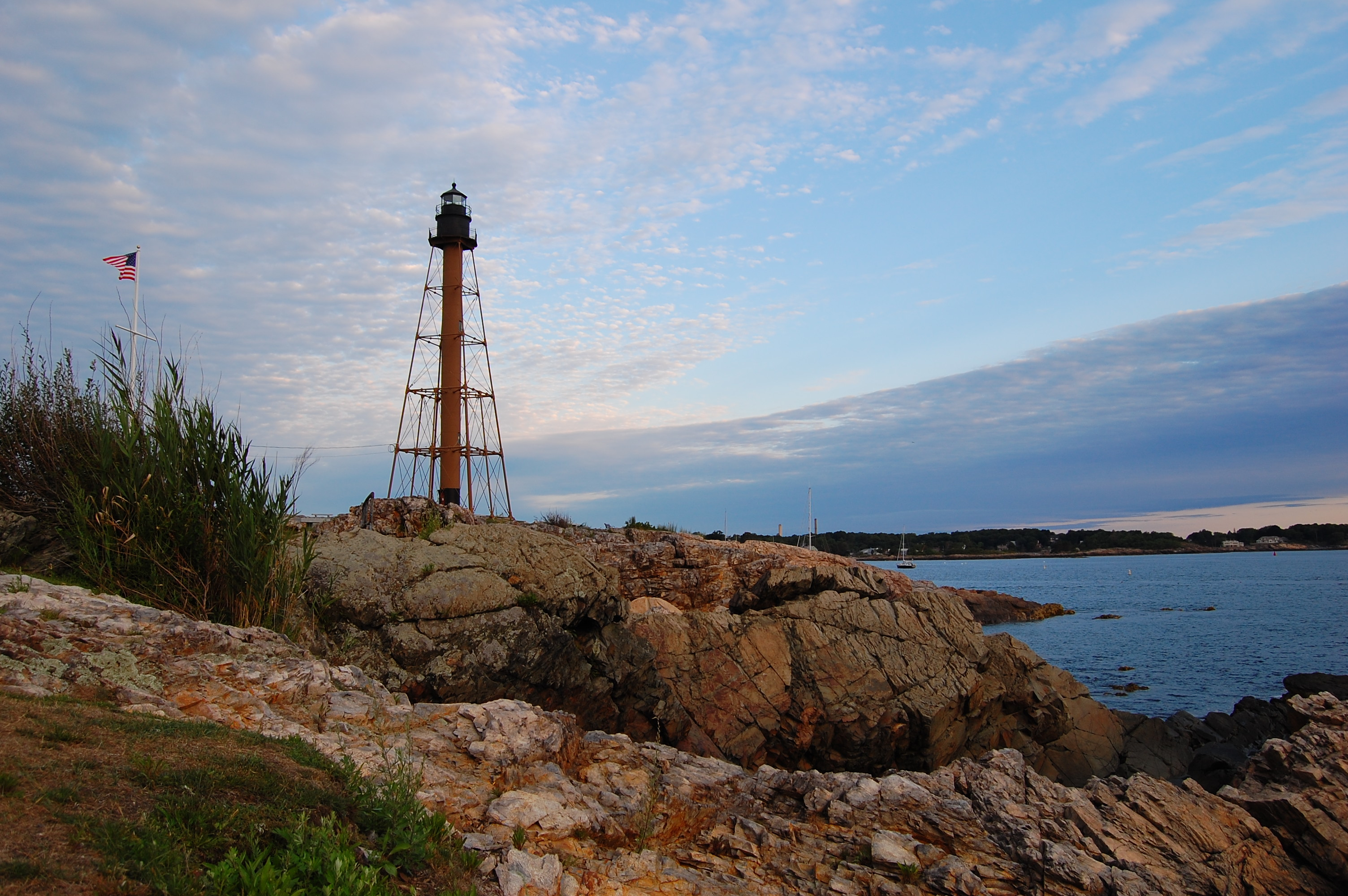
Leuchtturm in der Nähe des Hafens

Marblehead liegt auf 42° 29' 49"N / 70° 51' 47"W, ungefähr 20 km nordöstlich von Boston. Gemäß offiziellen Angaben umfasst die Stadt eine Fläche von insgesamt 50,7 km2, wovon 39,4 km2 (77,6 %) Wasserfläche sind. Die Stadt besteht aus einer felsigen Halbinsel und einem vorgelagerten Isthmus. Zwischen den beiden befindet sich der große, geschützte Hafen von Marblehead. Auf dem Isthmus, der Marblehead Neck heißt, befindet sich ein Vogelreservat der Massachusetts Audubon Society und am Nordende ein Leuchtturm. Zur Stadt gehören zwei weitere Dörfer, Devereux im Südosten und Clifton im Südwesten Marbleheads, sowie einige kleinere Inseln in der Massachusetts Bay und entlang der Küste.
Die Stadtfläche von Marblehead ist fast vollständig bebaut. Gemeinsame Grenzen gibt es mit den Orten Swampscott und Salem.

## Geschichte
Die erste Siedlung in Marblehead wurde 1629 von John Peach Sr. als Plantage in der Nähe von Salem errichtet. 1649 wurde der Ort verselbständigt. Der ursprüngliche Name war Massebequash, nach einem Fluss zwischen Salem und Marblehead. Das Land wurde von den Naumkeag bewohnt, einem indianischen Stamm, der vom Sachem Nanepashemet angeführt wurde. Zwei große Epidemien in den Jahren 1615–1619 und 1633, wahrscheinlich Pocken, rafften den Stamm dahin. Am 16. September 1684 verkauften die Erben von Nanepashemet ihre 15 km² Land. Diese Urkunde liegt heute im Stadthaus.
Der Ort wurde zunächst Marvell Head, Marble Harbour (von John Smith) und Foy (durch Immigranten von Fowey in Cornwall) genannt, bekam dann aber seinen heutigen Namen Marblehead, weil die Siedler seine Granitfelsen für Marmor hielten. Der Ort war zunächst ein Fischerdorf und wuchs dann vom Hafen her landeinwärts. Hauptsächlich wurden hier Dorsche gefangen, getrocknet und dann landeinwärts verkauft. Wirtschaftlich erlebte Marblehead seinen Höhepunkt kurz vor der Amerikanischen Revolution. Einige Gebäude aus dieser Zeit existieren noch.
Bereits früh wurde ein großer Teil der Bevölkerung von Marblehead in den Amerikanischen Unabhängigkeitskrieg verwickelt. Die Seeleute von Marblehead wurden zu den ersten Vorläufern der Navy. Ihr erstes Schiff war die USS Hannah, deren Besatzung aus Männern aus Marblehead bestand. Die Matrosen aus Marblehead waren auch maßgeblich an der Flucht der Kontinentalarmee nach der Schlacht von Long Island beteiligt. Sie schifften 1776 George Washington für seinen Angriff auf Trenton über den Delaware River. Obwohl viele Einwohner von Marblehead im Krieg gefallen waren, landete der Ort bei der ersten Volkszählung von 1790 unter den zehn bevölkerungsreichsten Orten Amerikas.
Nach dem Krieg blieb die Fischerei bedeutend. 98 Schiffe, von denen 95 über 50 Tonnen verdrängten, waren 1837 in der Stadt registriert. Ein Sturm versenkte am 19. September 1846 deren elf und beschädigte weitere. 65 Seeleute fielen dem Sturm zum Opfer, woraufhin die Fischerei an Bedeutung verlor.
Im späten 19. Jahrhundert erlebte Marblehead einen kurzen wirtschaftlichen Aufschwung durch die Ansiedelung von Schuhfabriken. Zur gleichen Zeit zog der große Hafen viele Yachten an, denn die Seefahrt als reines Freizeitvergnügen erlebte während der Belle Époque seinen ersten Höhepunkt. In Marblehead sind die Yachtclubs Boston Yacht Club, Corinthian Yacht Club, Eastern Yacht Club, Marblehead Yacht Club und der älteste Junior-Yacht-Club Amerikas, der Pleon Yacht Club beheimatet.
Nach dem Zweiten Weltkrieg wuchs Marblehead wieder, denn es war zur „Schlafstadt“ von Boston, Lynn und Salem geworden. Dieser Boom endete um 1970, da der verfügbare Platz erschöpft war.
Der historische Stadtkern ist seit 1984 als Marblehead Historic District im National Register of Historic Places eingetragen.

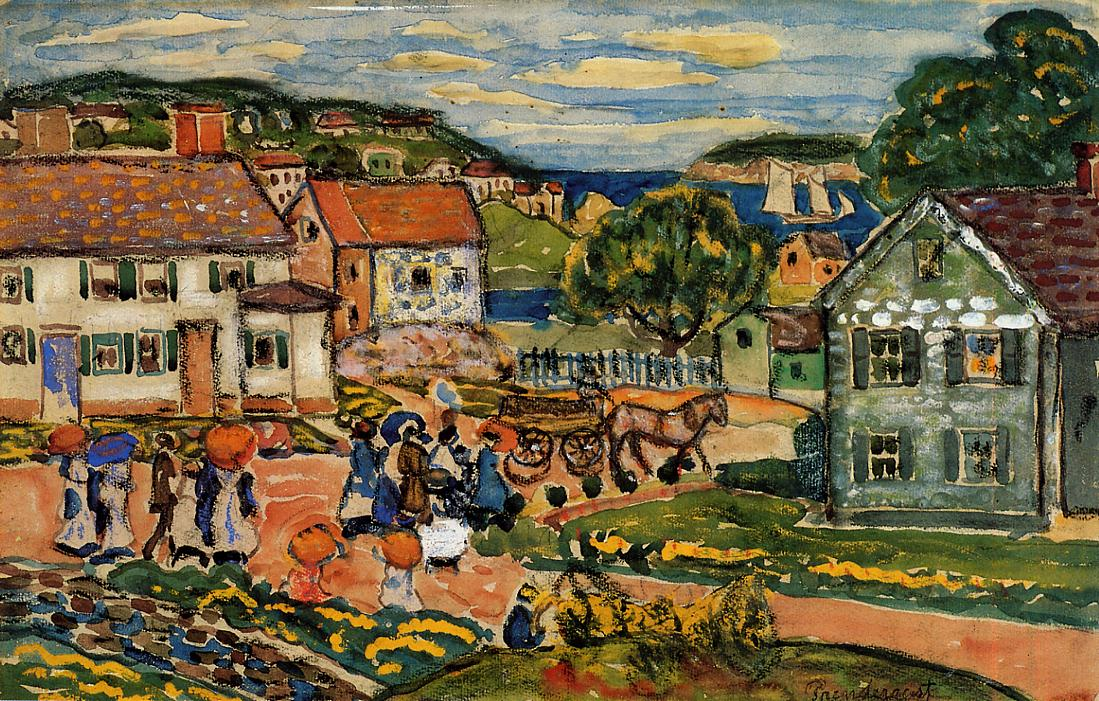
Marblehead, 1914
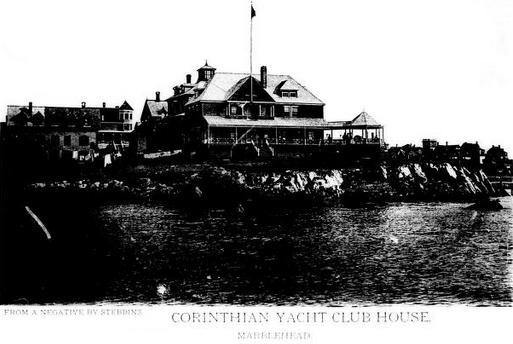
Corinthian Yacht Club House um 1894
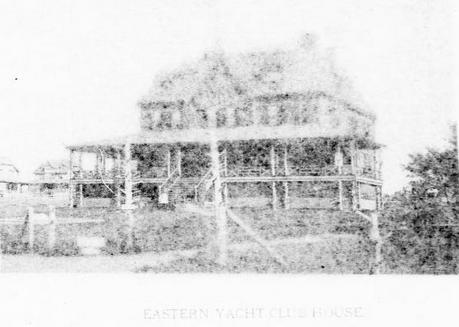
Eastern Yacht Club House um 1894
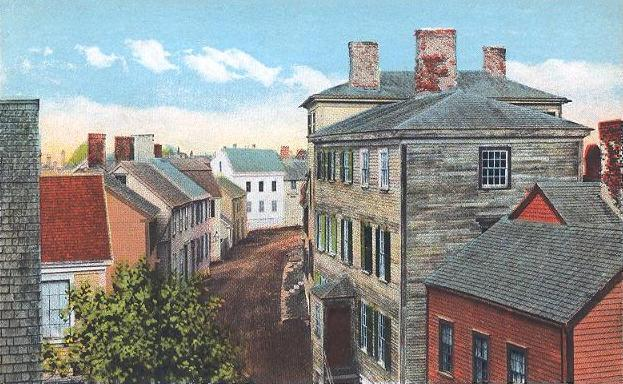
Front Street, 1914
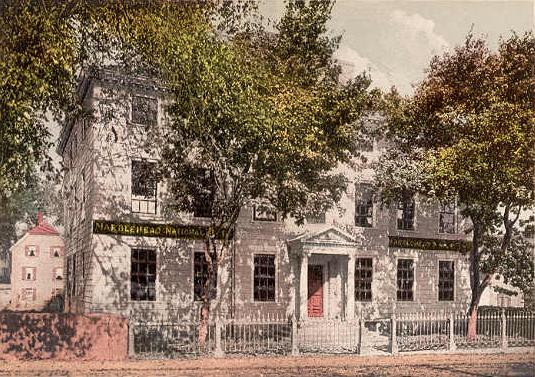
Jeremiah Lee Mansion, um 1905
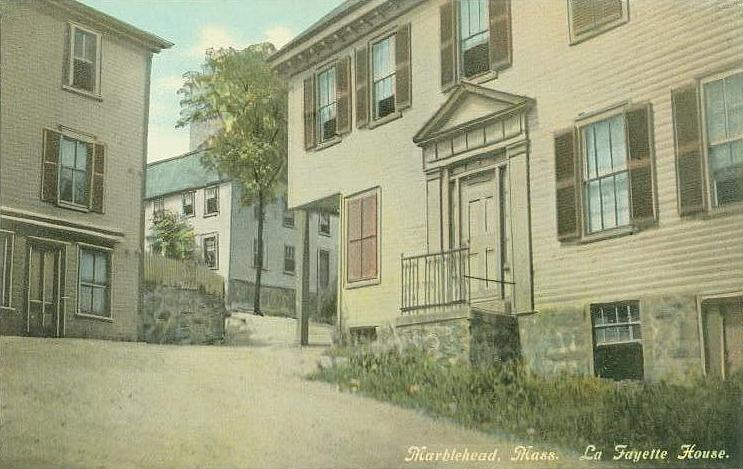
Lafayette House, um 1908

## Verkehr
Die Massachusetts Route 114 und die Massachusetts Route 129 enden in Marblehead. Autobahnen gibt es in Marblehead keine. Es gibt vier Buslinien nach Boston. In Salem gibt es einen Bahnhof und eine Fährlinie nach Boston. In Boston findet sich ein internationaler Flughafen.
Die zwei Bahnlinien Swampscott-Marblehead und Castle Hill-Marblehead beförderten nur bis 1959 Personen, danach noch kurze Zeit Güter. Die Strecken sind danach zurückgebaut worden und ihre Trasse ist heute ein Radweg.

## Demografie

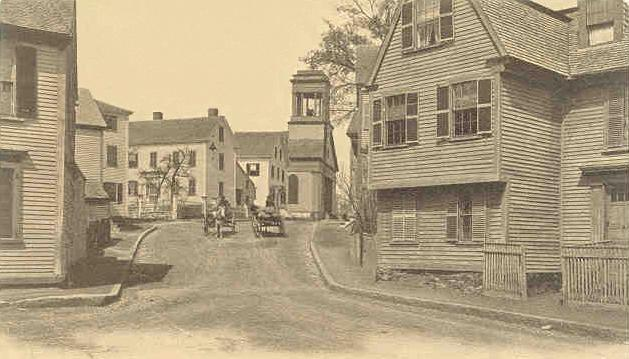
Old Bowen House um 1905

Bei der Volkszählung im Jahr 2000 lebten 20.377 Personen in Marblehead. Die Bevölkerungsdichte war mit 1.736,8 Einwohnern pro Quadratkilometern recht hoch. Der weitaus größte Teil der Bevölkerung (97,6 %) waren Weiße.

## Bildung
In Marblehead gibt es acht Schulhäuser: Bell School, Coffin School, Eveleth School, Gerry School, Glover School, Village School, Marblehead Veterans Middle School und Marblehead High School.

## Devereux Beach
Der Strand von Devereux an der Ocean Avenue ist Marbleheads beliebtester Strand. Am Sandstrand finden sich Picknicktische und Spielflächen. In der Sommersaison ist der Strand bewacht.

## Bekannte Einwohner

### Söhne und Töchter der Stadt
- Edward Augustus Holyoke (1728–1829), Arzt
- Elbridge Gerry (1744–1814), fünfter Vizepräsident der Vereinigten Staaten von Amerika
- William Reed (1776–1837), Politiker
- Joseph Story (1779–1845), Richter am Supreme Court
- Samuel Hooper (1808–1875), Politiker
- Martha Hooper Blackler (1830–1871), evangelische Missionarin in Griechenland
- Estelle Parsons (* 1927), Schauspielerin, Oscar-Gewinnerin
- Keith Ablow (* 1961), Psychiater und Schriftsteller
- Richard Phillips (* 1962), Maler des Hyperrealismus
- Tyler Hamilton (* 1971), Radrennfahrer
- Cory Schneider (* 1986), Eishockeytorwart den New Jersey Devils

### Persönlichkeiten mit Bezug zur Stadt
- Starling Burgess (1878–1947), Yachtdesigner und Flugzeughersteller
- Eugene O’Neill (1888–1953), Literaturnobelpreisträger
- Ruth Edna Kelley (1893–1982), Autorin
- Harry Kemelman (1908–1996), Schriftsteller
- Ada Louise Huxtable (1921–2013), Architekturkritikerin
- Ted Hood (1927–2013), Segler, America’s-Cup-Gewinner
- Peter Lynch (* 1944), Investmentmanager
- Frank Black (* 1965), Musiker
- Katherine Howe (* 1977), Schriftstellerin
- Shalane Flanagan (* 1981), Langstreckenläuferin

## Kunst

### Film

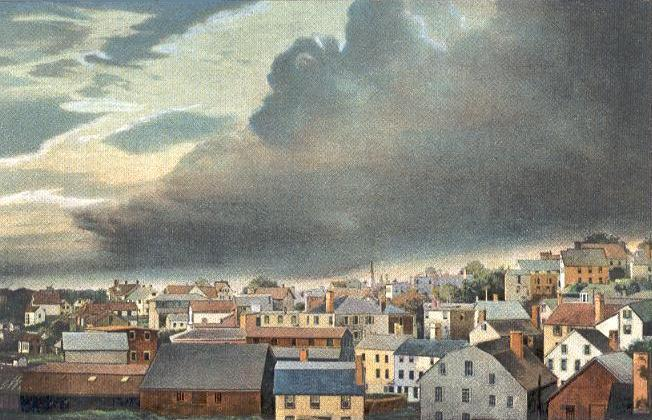
Gewitter, um 1910

In Marblehead wurden folgende Filme gedreht:
- The Pride of the Clan mit Mary Pickford (1917)
- Home Before Dark (1958)
- Coma (1978)
- The Witches of Eastwick (1986)
- The Good Son (1993)
- Hocus Pocus (1993)
- Autumn Heart (2000)
- Treading Water (2001)
- Moonlight Mile (2002)
- Grown Ups (2010)
- Grown Ups Two (2012)

## Galerie

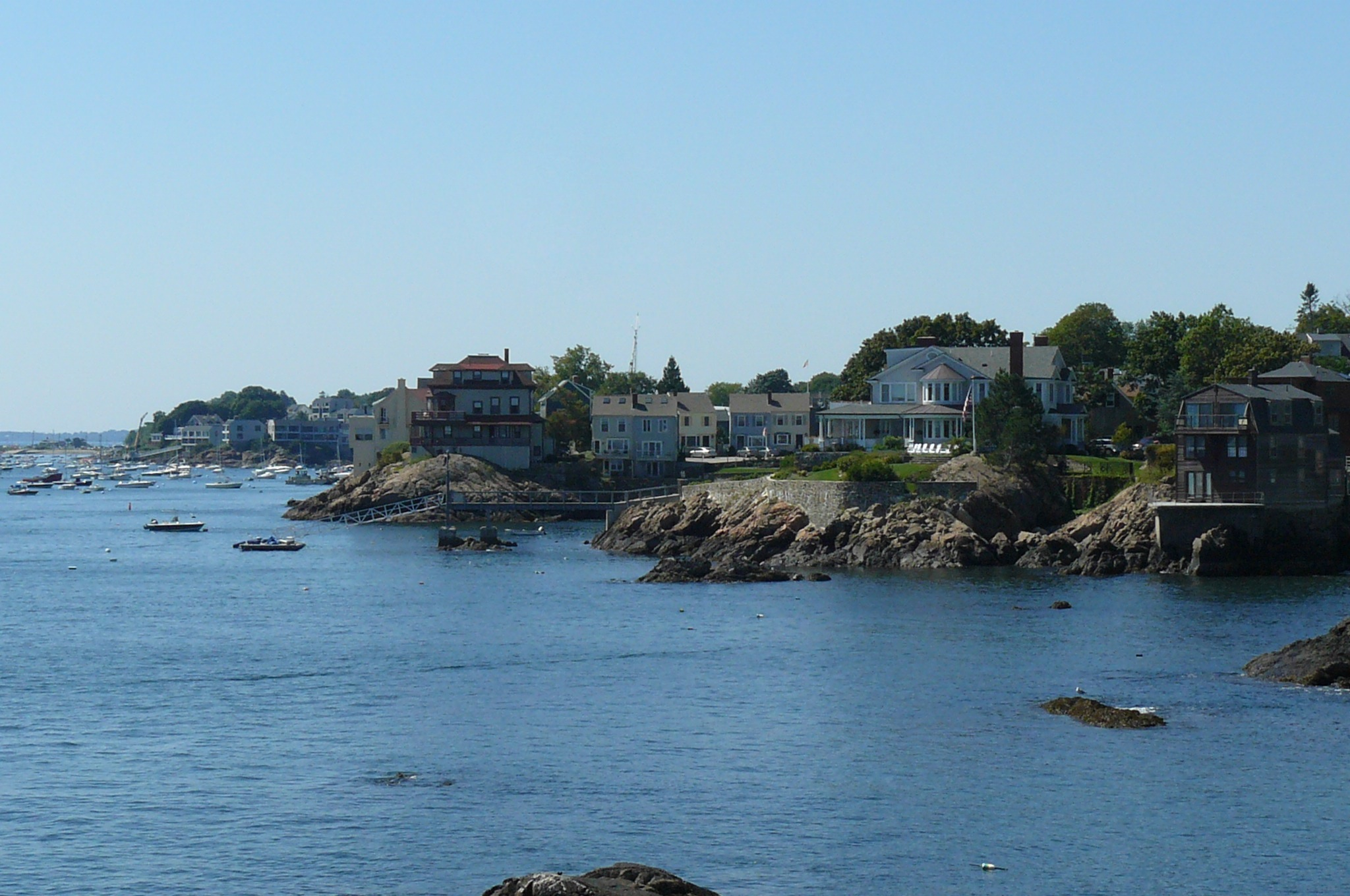
Marblehead von Fort Sewall aus gesehen
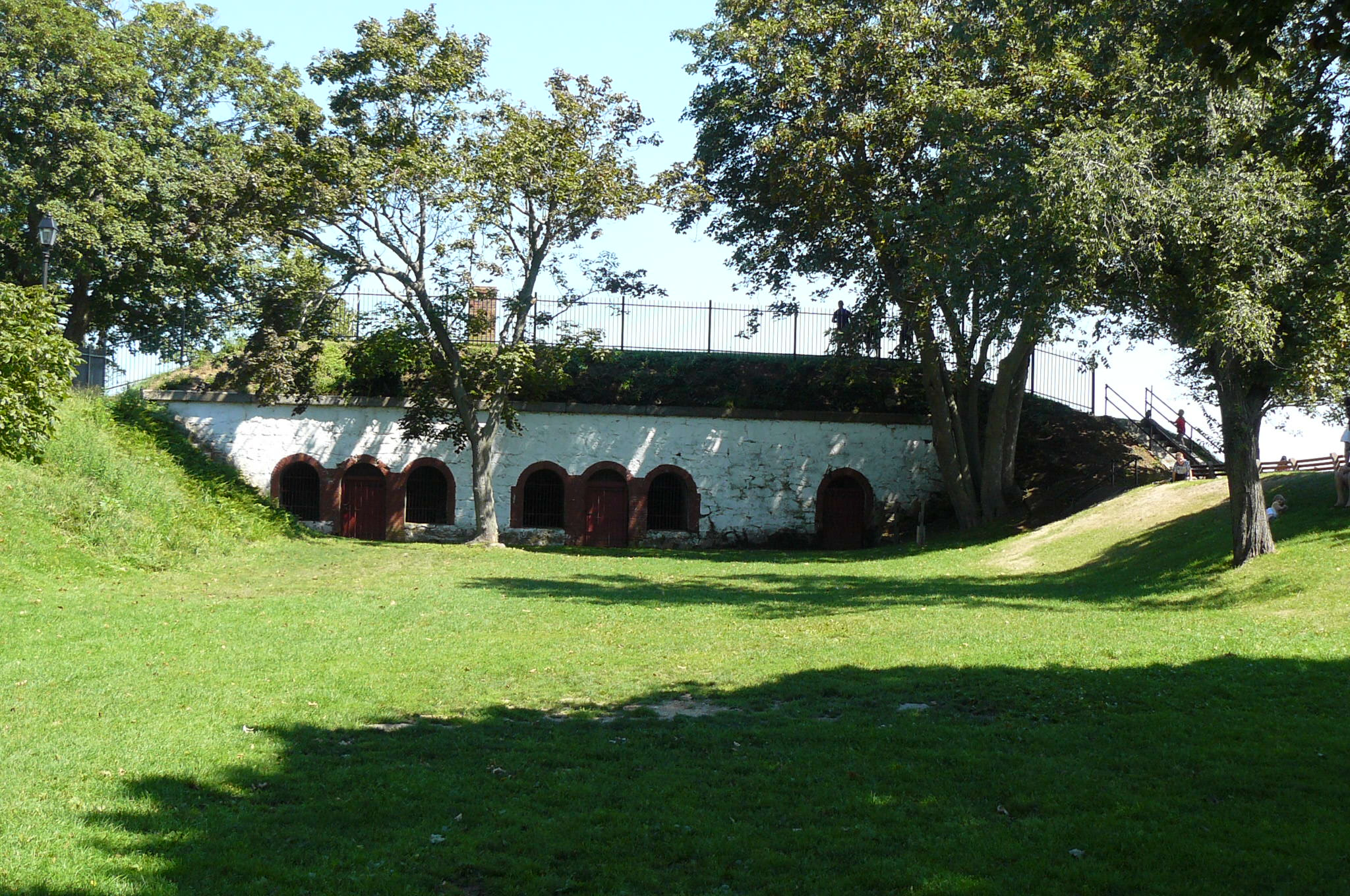
Fort Sewall
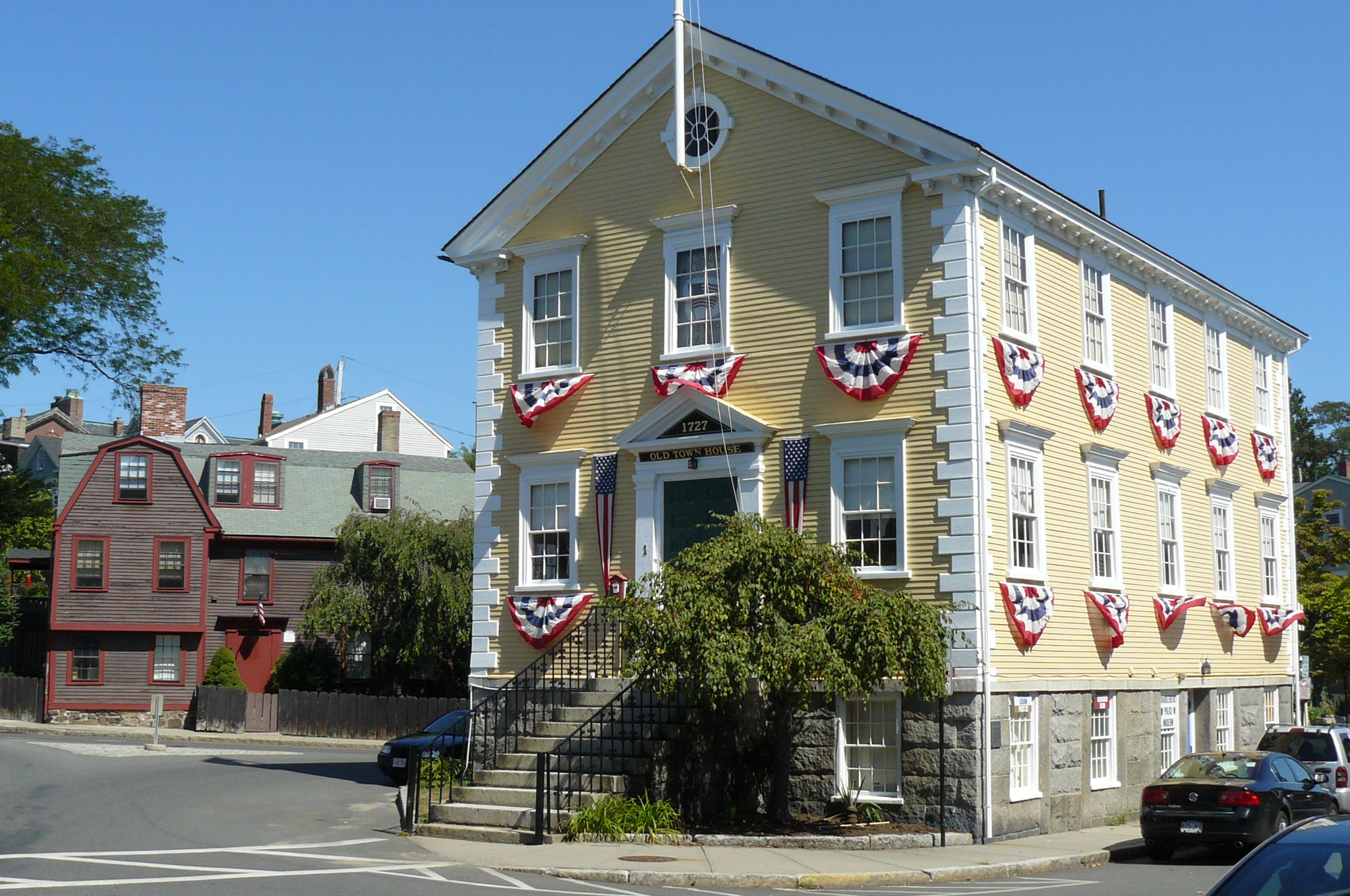
Old Town House
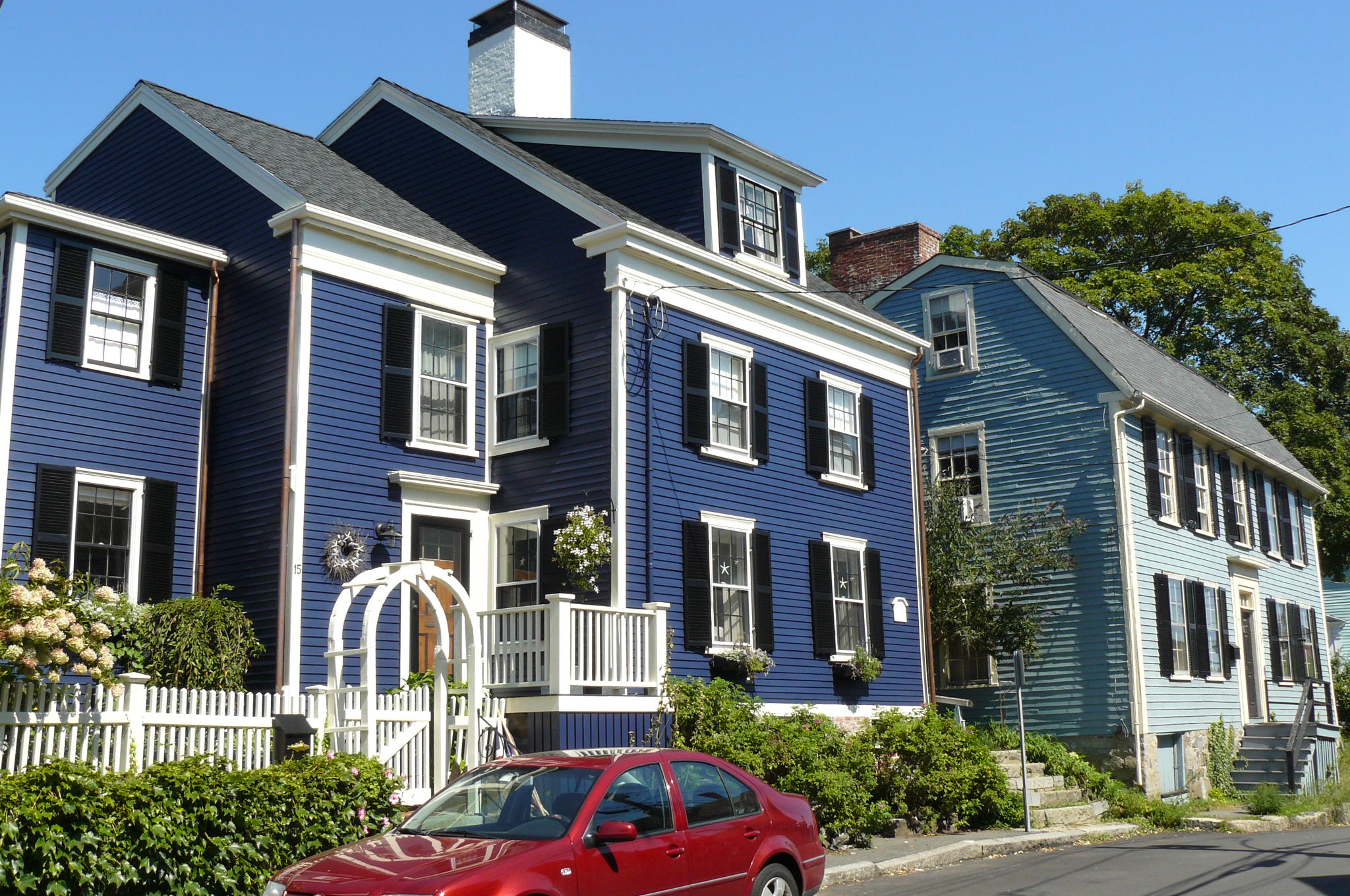
Washington Street